# Luiz Antônio Simas
Pour les articles homonymes, voir Simas.
Luiz Antônio Simas, né le 2 novembre 1967 à Rio de Janeiro, est un écrivain, enseignant, historien, compositeur brésilien et babalaô du culte d'Ifá.

## Biographie
Luiz Antônio Simas naît le 2 novembre 1967 à São Sebastião do Rio de Janeiro.
Professeur d'histoire, il est titulaire d'une maîtrise en histoire sociale de l'Université fédérale de Rio de Janeiro.
Il se consacre à la recherche sur la culture afro-diasporique de Rio, comme les écoles de samba et les terreiros des religions africaines. Dans son travail, il cherche à recueillir la mémoire orale de la ville, en particulier celle des populations marginalisées.
Luiz Antônio Simas travaille en tant que conseiller en matière de collections pour le secteur de la musique de carnaval du Museu da Imagem e do Som (Rio de Janeiro). À partir de 2013, il est juge pour l'Estandarte de Ouro, la plus grande récompense du carnaval de Rio. Il est chroniqueur pour les journaux O Dia et O Globo, et publie des essais dans des publications telles que le magazine Cult.
En 2016, Nei Lopes et Luiz Antônio Simas, auteurs du Dicionário da História Social do Samba, reçoivent le 65e Prix Jabuti (catégorie Théorie/Critique littéraire, dictionnaires et grammaire), la plus importante récompense du marché de l'édition brésilien.
Ses compositions sont enregistrées par des artistes tels que Lucio Sanfilippo, Fabiana Cozza, Jéssica Ellen, Marcelo D2, Rita Benneditto entre autres.
Il propose une variété d'initiatives de cours publics, organisées en plein air et dans des espaces conviviaux tels que des places, des kiosques à musique et des pubs (par exemple, les projets "Ágoras Cariocas" et "Coretos - A História na rua" ainsi que les cours et les stages au Bar Madrid, à Tijuca ., et à Al Farabi, au Centre ).
En 2023, il est honoré par l'école de samba Acadêmicos da Abolição sur le thème « Je bats le tambour, donc j'existe. Luiz Antônio Simas : l'essence et la résistance de la rue". Grâce à ce défilé, l'école se classe 12ème dans la Série Prata . La même année, l'attribution de la Médaille Tiradentes, la plus haute distinction de l'État de Rio de Janeiro, est approuvée par l'assemblée plénière de l'Alerj.

## Publications
- (pt) O Vidente Míope, Folha Seca, 2007
- (pt) Samba de Enredo : História e Arte, Civilização Brasileira, 2010 (ISBN 9786558020882) (avec Alberto Mussa)
- (pt) Portela - Tantas Páginas Belas, Verso Brasil Editora, 2012
- (pt) Pedrinhas Miudinhas: ensaios sobre ruas, aldeias e terreiros, Mórula, 2013
- (pt) As titias da folia: o brilho maduro de escolas de samba de alta idade, 2014 co-auteur Fábio Fabato, Vinícius Natal, Julio Cesar Farias e Marcelo Camões (Nova Terra)[11].
- (pt) Pra tudo Começar na Quinta-Feira, Mórula, 2015 avec Fábio Fabato[12].
- (pt) Dicionário de História Social do Samba, Civilização Brasileira, 2015 avec Nei Lopes
- (pt) O meu lugar, Civilização BrasileiraMoutinho (Mórula), 2015 avec Marcelo
- (pt) As matriarcas da avenida: quatro grandes escolas que revolucionaram o maior show da Terra, Nova Terra, 2016 co-auteurs Fábio Fabato, Gustavo Gasparani, João Gustavo Melo et Luis Carlos Magalhães
- (pt) Ode a Mauro Shampoo e outras histórias da várzea, Mórula, 2017[13].
- (pt) Coisas Nossas, 2017 (José Olympio)
- (pt) Fogo no mato: a ciência encantada das macumbas, 2018 avec Luiz Rufino (Mórula)
- (pt) Princípio do infinito: um perfil de Luiz Carlos da Vila, 2018 avec Diogo Cunha (Numa)
- (pt) Almanaque brasilidades: um inventário do Brasil popular, 2018 illustration de Mateu Velasco (Bazar do Tempo)
- (pt) Guerreiro, 2018 photographie Cesar Fraga
- (pt) Flecha no tempo, Editora Mórula, 2019 avec Luiz Rufino
- (pt) O corpo encantado das ruas, Civilização Brasileira, 2019
- (pt) Filosofias Africanas: uma introdução, Civilização Brasileira, 2020 avec Nei Lopes
- (pt) Arruaças: uma filosofia popular brasileira, Bazar do Tempo, 2020 avec Luiz Rufino e Rafael Haddock-Lobo
- (pt) Maracanã: quando a cidade era terreiro, Mórula, 2021
- (pt) Umbanda: uma história do Brasil, Civilização Brasileira, 2021
- (pt) Santos de casa: fé, crenças e festas de cada dia, Bazar do Tempo, 2022
- (pt) Sonetos de biroscas e poemas de terreiro, 2022 (José Olympio)
- (pt) Crônicas exuísticas e estilhaços pelintras, Civilização Brasileira, 2023

## Prix
| Année | Titre                                                                  | Prix                   | Catégorie                                          | Résultat | Réf. |
| ----- | ---------------------------------------------------------------------- | ---------------------- | -------------------------------------------------- | -------- | ---- |
| 2014  | As titias da folia — O brilho maduro de escolas de samba de alta idade | Prêmio Edison Carneiro | Melhor livro de não ficção                         | Lauréat  | .    |
| 2015  | Dicionário de História Social do Samba (avec Nei Lopes)                | 58.º Prêmio Jabuti     | Teoria/Crítica Literária, Dicionários e Gramáticas | Lauréat  | .    |

## Distinctions
- 2014 - Mention Pedro Ernesto (Conseil municipal de Rio de Janeiro), pour services rendus à la culture de Rio de Janeiro[16].

## Liens Externes
- Site officiel
- Notices d'autorité :   - VIAF
  - LCCN
  - WorldCat